# Living Things World Tour
El Living Things World Tour fue una gira de conciertos por parte de la banda de rock norteamericana Linkin Park, en promoción de su quinto álbum Living Things (2012).

## Lista de canciones
1. "Tinfoil"
2. "Faint"
3. "Papercut"
4. "Given Up"
5. "With You"
6. "Somewhere I Belong"
7. "In My Remains" (reemplazada por Castle Of Glass a partir de la gira de Australia)
8. "New Divide"
9. "Victimized" / "QWERTY"
10. "Points of Authority"
11. "Lies Greed Misery"
12. "Waiting for the End"
13. "Breaking the Habit"
14. Medley: "Leave Out All the Rest" / "Shadow of the Day" / "Iridescent"
15. "The Catalyst"
16. "Lost in the Echo"
17. "Numb/Encore"
18. "What I've Done"
19. "One Step Closer"

Encore
1. "Burn It Down"
2. "In the End"
3. "Bleed It Out"

## Fechas de la gira
| Fecha                      | Ciudad           | País         | Lugar                            |
| -------------------------- | ---------------- | ------------ | -------------------------------- |
| Sudamérica                 |                  |              |                                  |
| 14 de septiembre de 2012   | Ciudad de México | México       | Arena Ciudad de México           |
| 5 de octubre de 2012       | Buenos Aires     | Argentina    | Estadio G.E.B.A.                 |
| 7 de octubre de 2012       | São Paulo        | Brasil       | Arena Anhembi                    |
| 8 de octubre de 2012       | Río de Janeiro   | Brasil       | Citibank Hall                    |
| 10 de octubre de 2012      |                  | Brasil       | Citibank Hall                    |
| 12 de octubre de 2012      | Porto Alegre     | Brasil       | Gigantinho Stadium               |
| Sudafrica                  |                  |              |                                  |
| 7 de noviembre de 2012     | Ciudad del Cabo  | South Africa | Cape Town Stadium                |
| 10 de noviembre de 2012    | Johannesburgo    | South Africa | FNB Stadium                      |
| Australia y Nueva Zealanda |                  |              |                                  |
| 21 de febrero de 2013      | Auckland         | New Zealand  | Vector Arena                     |
| 23 de febrero de 2013      | Bowen Hills      | Australia    | RNA Showgrounds                  |
| 24 de febrero de 2013      | Homebush         | Australia    | Olympic Park - ANZ Stadium       |
| 26 de febrero de 2013      | Darling Harbour  | Australia    | Sydney Entertainment Centre      |
| 27 de febrero de 2013      | Melbourne        | Australia    | Rod Laver Arena                  |
| 1 de marzo de 2013         | Flemington       | Australia    | Flemington Racecourse            |
| 2 de marzo de 2013         | Adelaide         | Australia    | Bonython Park                    |
| 4 de marzo de 2013         | Claremont        | Australia    | Claremont Showground             |
| Asia                       |                  |              |                                  |
| 10 de agosto de 2013       | Chiba            | Japón        | QVC Marine Field                 |
| 11 de agosto de 2013       | Osaka            | Japón        | Maishima Summer Sonic Site Osaka |
| 13 de agosto de 2013       | Pasay            | Philippines  | Mall of Asia Arena               |
| 15 de agosto de 2013       | Chek Lap Kok     | Hong Kong    | Asia-World Arena                 |
| 17 de agosto de 2013       | Taipéi           | Taiwán       | Taipei Arena                     |
| 19 de agosto de 2013       | Kuala Lumpur     | Malaysia     | Stadium Nasional Bukit Jalil     |